# Landes de Gascogne

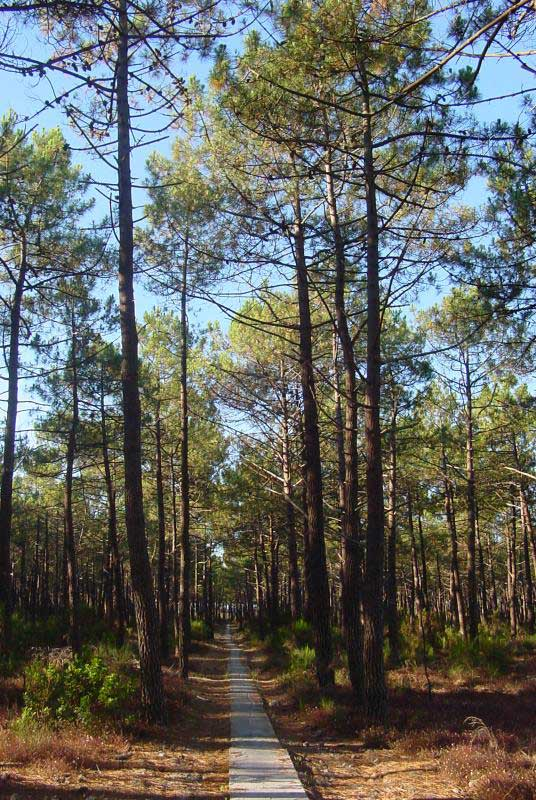
Forêt des Landes

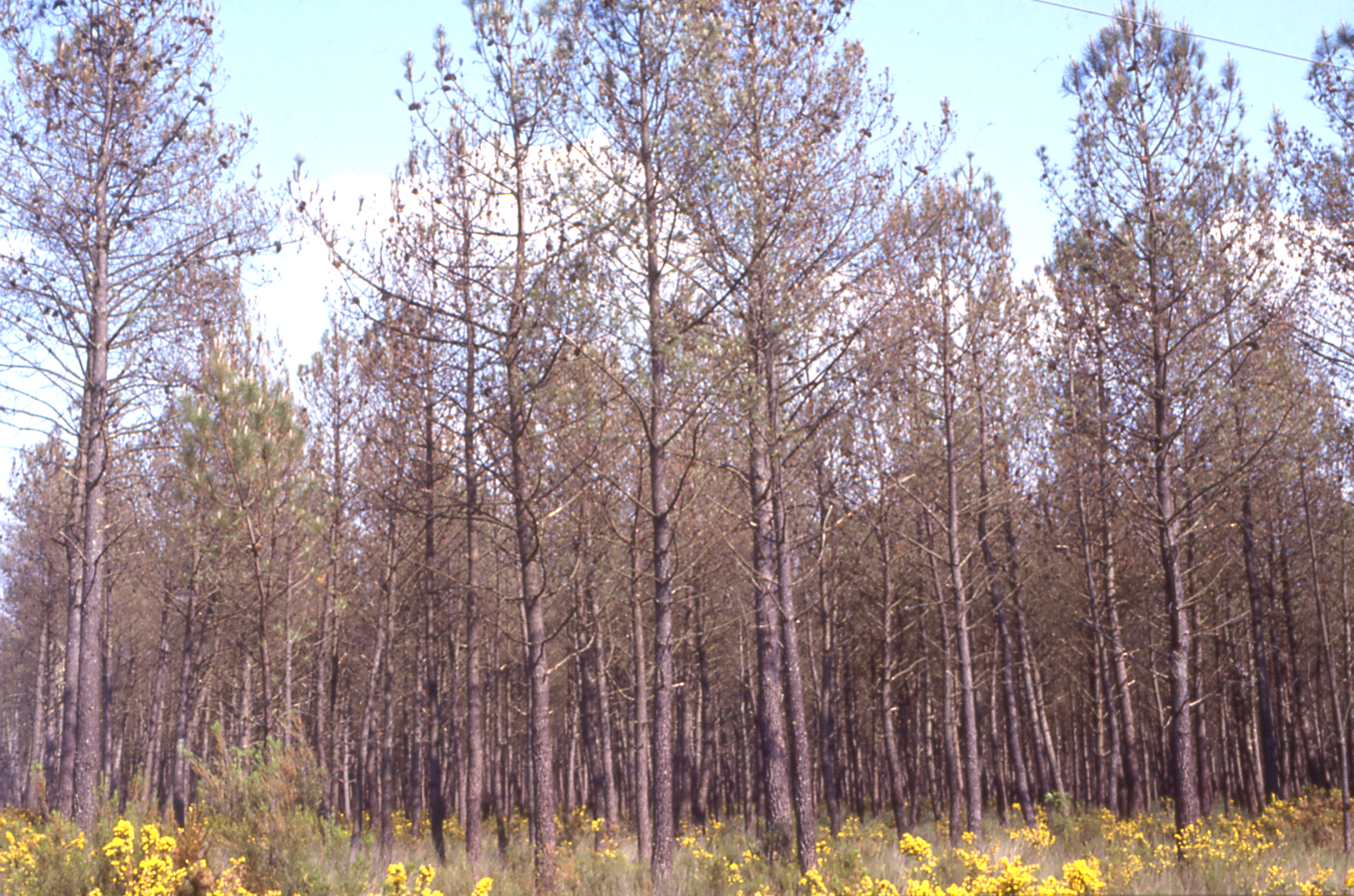
Sterbender Kiefernwald in den Landes, 1990

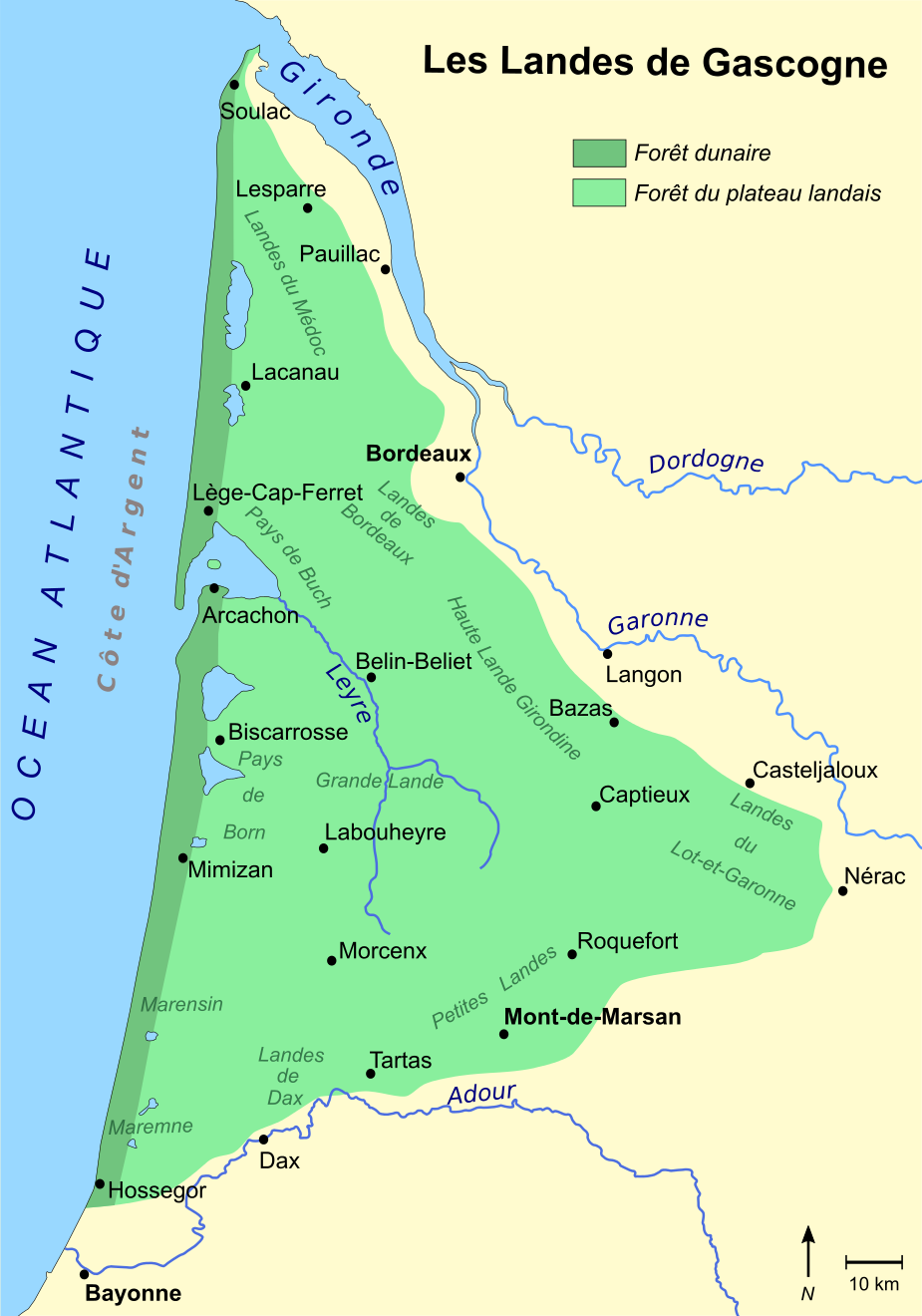
Karte des Landes de Gascogne mit dem Forêt des Landes

Die Landes de Gascogne („Heidelandschaft der Gascogne“), auch Forêt des Landes („Heidewald“) oder einfach les Landes (die „Heidegebiete“; das zugrundeliegende Wort lande ist vielleicht verwandt mit keltisch landa: unbebautes Land, Feld) im Südwesten Frankreichs sind das größte zusammenhängende Waldstück Westeuropas. Das heutige Waldgebiet ist ein prägender Bestandteil der Region Nouvelle-Aquitaine und gab dem Département Landes den Namen. Der Wald besteht vor allem aus Seekiefern.

## Geografie
Die Forêt des Landes nimmt einen sehr großen Teil der französischen Départements Gironde und Landes sowie einen kleinen Teil des Départements Lot-et-Garonne ein. Im Westen grenzt der Wald an die Dünen der Atlantikküste. Inmitten des Waldes entspringt der Fluss Leyre.
Im Gegensatz zu vielen anderen Wäldern in Europa wurde die Forêt des Landes praktisch vollständig vom Menschen erschaffen, insbesondere zur Trockenlegung der Sümpfe und Moore, die früher in dem Gebiet vorherrschten, aber auch zur wirtschaftlichen Nutzung. Die Bepflanzung mit den Kiefern begann im 18. Jahrhundert im Gebiet der Gironde. Es wurde vor allem die Seekiefer verwendet. Grundlage für die damalige Nutzung der Seekiefer war, dass sie ein einheimischer Baum ist und die Nutzung von Seegras, um die Wanderdünen, wie z. B. die Dune du Pilat aufzuhalten, nicht half. Deshalb wurde die Anlage des Waldes beschlossen.
Im Gegensatz zu normalen Wäldern sind die Bäume in der Forêt des Landes aufgrund der künstlichen Anlegung etwa alle gleich alt und gleich groß. Der Wald ist durch mehrere Brandschneisen geteilt, um einen großflächigen Waldbrand zu vermeiden. Des Weiteren stehen zur Brandbekämpfung mehrere Wasserbecken und sonstige Ausrüstungen im Wald zur Verfügung und ein ausgedehntes Wanderwegnetz ermöglicht es den Förstern, den Wald regelmäßig auf potenzielle Gefahren zu kontrollieren. Dadurch ist die Zahl von verheerenden Waldbränden seit den 1960er Jahren stark zurückgegangen. Der Schutz der Wälder unterliegt dem DCFI Aquitaine, aufgrund der Brände von 1947 und 1949 wurde die Brandverhütung und Brandbekämpfung zwingend verankert.
Seit den 1980er Jahren weist der Kiefernwald der Landes größere Schäden auf als irgendein anderes Waldgebiet in Frankreich. Ursachen für die Schäden sind der größtenteils homogene Baumbestand (Monokultur) und das Vorkommen von Ortstein durch die Bewaldung einer Heidelandschaft.